# Evans Paul
Evans Paul (Porto Príncipe, 26 de novembro de 1955) é um político haitiano cujo apelido é Compère Plume. Foi presidente interino de seu país, em 2016 e foi presidente do Comitê Democrático Unido do Haiti (Komite INITE Demokratik , KID), de 2006 até 2009.
Em 1990 ele foi eleito Prefeito de Porto Príncipe nas eleições em que Jean-Bertrand Aristide ganhou para presidente. Ele próprio tentou ser presidente nas eleições de 2006 pelo Partido da Aliança Democrática(Democratic Alliance Party) mas não conseguiu se eleger.
No dia 25 de dezembro de 2014, o Presidente Michel Martelly anunciou Evans Paul como Primeiro Ministro do Haiti. Permaneceu no cargo até 26 de fevereiro de 2016, onde teve que assumir também a Junta Governativa do Haiti, na função de Presidente Interino do Haiti desde a saída do Presidente Michel Martelly no dia 7 de fevereiro de 2016, após uma grave crise política no Haiti, até o dia 14 de fevereiro de 2016 quando assumiu como Presidente Interino o Presidente do Senado Haitiano Jocelerme Privert.